# Serkalem Eskeziyaw
 (décembre 2022).
République fédérale démocratique d'Éthiopie
Serkalem Eskeziyaw (Ge'ez : rger) est une des 112 membres du Conseil de la Fédération éthiopien. Elle est une des 17 conseillers de l'État Amhara et représente le peuple Amhara.